# Liste der Bodendenkmäler in Lindberg
Auf dieser Seite sind die Bodendenkmäler in der niederbayerischen Gemeinde Lindberg zusammengestellt. Diese Tabelle ist eine Teilliste der Liste der Bodendenkmäler in Bayern. Grundlage ist die Bayerische Denkmalliste, die auf Basis des Bayerischen Denkmalschutzgesetzes vom 1. Oktober 1973 erstmals erstellt wurde und seither durch das Bayerische Landesamt für Denkmalpflege geführt wird. Die folgenden Angaben ersetzen nicht die rechtsverbindliche Auskunft der Denkmalschutzbehörde.

## Bodendenkmäler der Gemeinde Lindberg

### Bodendenkmäler in der Gemarkung Lindberg
| Lage                | Objekt | Akten-Nr.     | Bild |
| ------------------- | --- | ------------- | ---- |
| Lindberg (Standort) | Untertägige Befunde der frühen Neuzeit im Bereich der abgegangenen Glashütte Jungmaierhütte.                                                                                   | D-2-6945-0008 |      |
| Lindberg (Standort) | Untertägige Befunde der frühen Neuzeit im Bereich der abgegangenen Glashütte Hütte in Buchenau.                                                                                | D-2-6945-0009 |      |
| Lindberg (Standort) | Untertägige Befunde der frühen Neuzeit im Bereich der abgegangenen Glashütte Hilzenhütte in Buchenau.                                                                          | D-2-6945-0010 |      |
| Lindberg (Standort) | Untertägige Befunde der frühen Neuzeit im Bereich der abgegangenen Katholischen Kirche St. Petrus in Lindberg, darunter die Spuren von Vorgängerbauten bzw. älteren Bauphasen. | D-2-6945-0039 |      |
| Lindberg (Standort) | Mittelalterlich-frühneuzeitliches Goldseifenhügelfeld. | D-2-6945-0058 |      |
| Lindberg (Standort) | Mittelalterlich-frühneuzeitliches Goldseifenhügelfeld. | D-2-6945-0064 |      |

### Bodendenkmäler in der Gemarkung Zwieslerwaldhaus
| Lage                        | Objekt                                                     | Akten-Nr.     | Bild |
| --------------------------- | ---------------------------------------------------------- | ------------- | ---- |
| Zwieslerwaldhaus (Standort) | Mittelalterlich-frühneuzeitliches Goldseifenhügelfeld.     | D-2-6945-0054 |      |
| Zwieslerwaldhaus (Standort) | Mittelalterlich-frühneuzeitliches Goldseifenhügelfeld.     | D-2-6945-0056 |      |
| Zwieslerwaldhaus (Standort) | Spätmittelalterlich-frühneuzeitliches Goldseifenhügelfeld. | D-2-6945-0059 |      |
| Zwieslerwaldhaus (Standort) | Mittelalterlich-frühneuzeitliches Goldseifenhügelfeld.     | D-2-6945-0063 |      |
| Zwieslerwaldhaus (Standort) | Mittelalterlich-frühneuzeitliches Goldseifenhügelfeld.     | D-2-6946-0002 |      |